# Alameda Shop&Spot

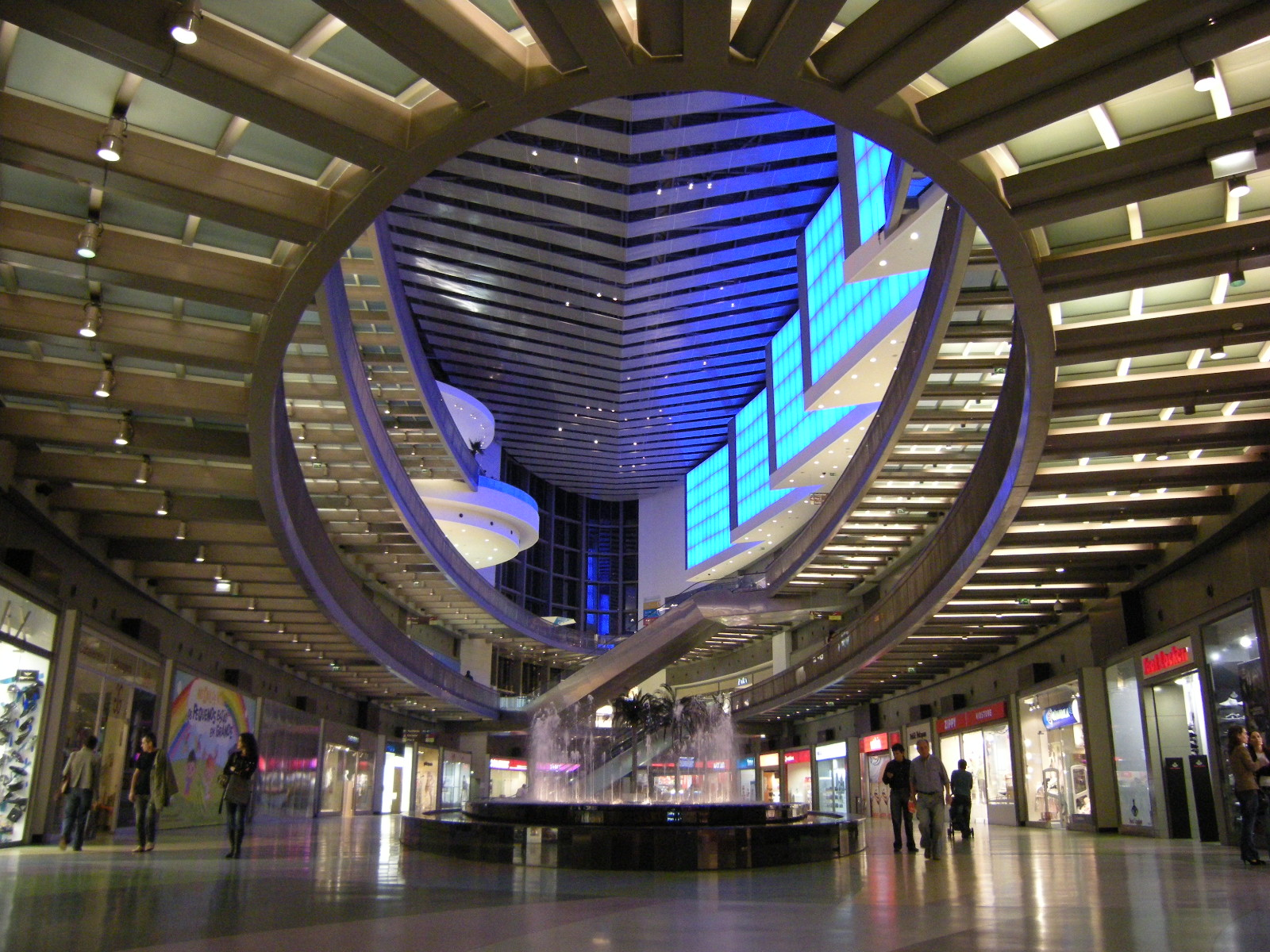

O Centro Comercial Alameda Shop&Spot é uma superfície comercial pertencente ao Deutsche Bank Portugal situada na zona das Antas, no Porto, em Portugal. Até junho de 2016 chamou-se Dolce Vita Porto.

## Localização
O Centro Comercial localiza-se nas Antas, na freguesia de Campanhã, na zona oriental da cidade do Porto. Fica junto ao Estádio do Dragão, do Futebol Clube do Porto, e é visível a partir da Via de Cintura Interna, uma das mais importantes no sistema rodoviário do Grande Porto, que passa imediatamente a nascente do shopping e do estádio. A zona inclui também uma das mais importantes estações do Metro do Porto, de onde partem quatro das cinco linhas existentes – a estação “Estádio do Dragão”, que fica a 2 minutos a pé do Centro Comercial.

## História
Inaugurado em Maio de 2005, o Alameda Shop&Spot faz parte de um projecto que integra um complexo residencial e um hotel, desenvolvido no âmbito da requalificação urbana da zona das Antas. Posiciona-se como um shopping com uma forte aposta na moda, com a presença das mais importantes insígnias comerciais deste segmento de mercado. Fruto desta vocação, o Alameda Shop&Spot tem reforçado a aposta neste segmento, com a promoção de eventos, como desfiles de moda e workshops de imagem e moda com profissionais de referência neste segmento.

### Venda em 2015
Em maio de 2015, por determinação do administrador de insolvência estiveram à venda 111 frações do centro comercial Dolce Vita Porto, sendo o valor-base de 41,530 milhões de euros. A falência das empresas proprietárias dos centros - a Novantas II e a Aplicação Urbana VII, detidas pelo grupo espanhol Charmatín - está na origem da alienação.
Em novembro 2015, a Lone Star Funds, empresa americana de fundos de Private Equity, vendeu ao Deutsche Bank o Dolce Vita Porto, que passou a ser Alameda Shop&Spot.

## Rebranding em 2016
O centro comercial Dolce Vita tem desde o final de junho de 2016 a designação de Alameda Shop&Spot, por decisão da nova entidade gestora do espaço, a CBRE.

## Características

### Arquitectura
O Centro Comercial Alameda Shop&Spot aposta na dimensão estética, com uma arquitectura e design inovadores, que privilegiava a cor e luz natural, proporcionando um ambiente de conforto e bem-estar ao visitante. A sustentabilidade é outra das marcas-chave do Alameda Shop&Spot. Presente desde o primeiro esboço do shopping, todas as decisões e opções de construção seguem as melhores práticas do sector e as mais recentes tendências na área da sustentabilidade.
A característica exterior mais marcante do Centro Comercial Alameda Shop&Spot é precisamente os vários painéis translúcidos coloridos que compõem a sua fachada sul, virada para o Estádio do Dragão. No interior, destaca-se a grande fonte localizada no piso 1, cujos jactos de água se elevam no vão central do edifício até à altura do quarto e último andar.
A arquitectura do projecto já levou a que o Alameda Shop&Spot fosse distinguido internacionalmente. Em 2007, o shopping foi eleito “Melhor Centro Comercial do Mundo” e “Melhor Centro Comercial da Europa” pelo ICSC (International Council of Shopping Centers).

### Envolvimento com as comunidades locais
A ligação forte com as comunidades locais é uma das marcas-fortes do Alameda Shop&Spot. Para além do respeito pela sua matriz cultural, o Alameda Shop&Spot assume-se como um motor social para a comunidade, contribuindo para o seu desenvolvimento económico e social, materializado na criação de oportunidades de emprego, directo e indirecto. Este relacionamento materializa-se no apoio a iniciativas desenvolvidas a nível local e pela disponibilidade para receber actividades no interior dos shoppings, potenciando assim a visibilidade e a possibilidade destas instituições obterem mais apoio da comunidade.
Ao longo do tempo o Alameda Shop&Spot tem acolhido diversas iniciativas de instituições da sociedade civil.

### Lojas e serviços
O Alameda Shop&Spot conta com cerca de 120 lojas, distribuídas por uma Área Bruta Locável (ABL) de 38.354 metros quadrados e cinco pisos. O shopping disponibiliza 1.695 lugares de estacionamento, totalmente gratuitos. O Centro Comercial oferece um leque alargado de lojas nos segmentos de moda, adereços, serviços, restauração, electrónica de consumo, área infantil e cultura. O Alameda Shop&Spot conta com sete salas de cinema, exploradas pela Nos. 
Algumas das marcas presentes no Alameda Shop&Spot: Zara, Massimo Dutti, Springfield, Tiffosi, Benetton, Tous e Continente.

### Restauração e lazer
Os cerca de 30 restaurantes da praça de alimentação partilham o quarto andar com sete salas de cinema exploradas pelos Cinemas NOS.